# 崔相穆
崔 相穆（チェ・サンモク、韓国語: 최상목、1963年6月7日 - ）は、韓国の政治家、官僚。2023年12月29日から2025年5月1日まで経済副首相兼企画財政部長官。2024年12月27日から2025年3月24日まで国務総理権限代行と大統領権限代行を務めた。

## 来歴
ソウル特別市で誕生。1982年に五山高等高校を卒業し、ソウル大学法学部へ進学。1986年に卒業した。その後、1996年にコーネル大学大学院で経済学の博士号を取得した。
1985年に第29回行政試験に合格。公職に就き、財政経済部（当時、現在の企画財政部）および金融委員会で勤務した。企画財政部では政策調整局長と経済政策局長を経て、政策協力室長を務めた。
朴槿恵政権で大統領秘書室経済首席室経済金融秘書官、企画財政部第1次官を歴任。尹錫悦政権発足後、初代経済首席秘書官に任命された。
2023年12月29日、尹錫悦大統領によって経済副総理兼企画財政部長官に任命された。

### 大統領・首相の職務代行として

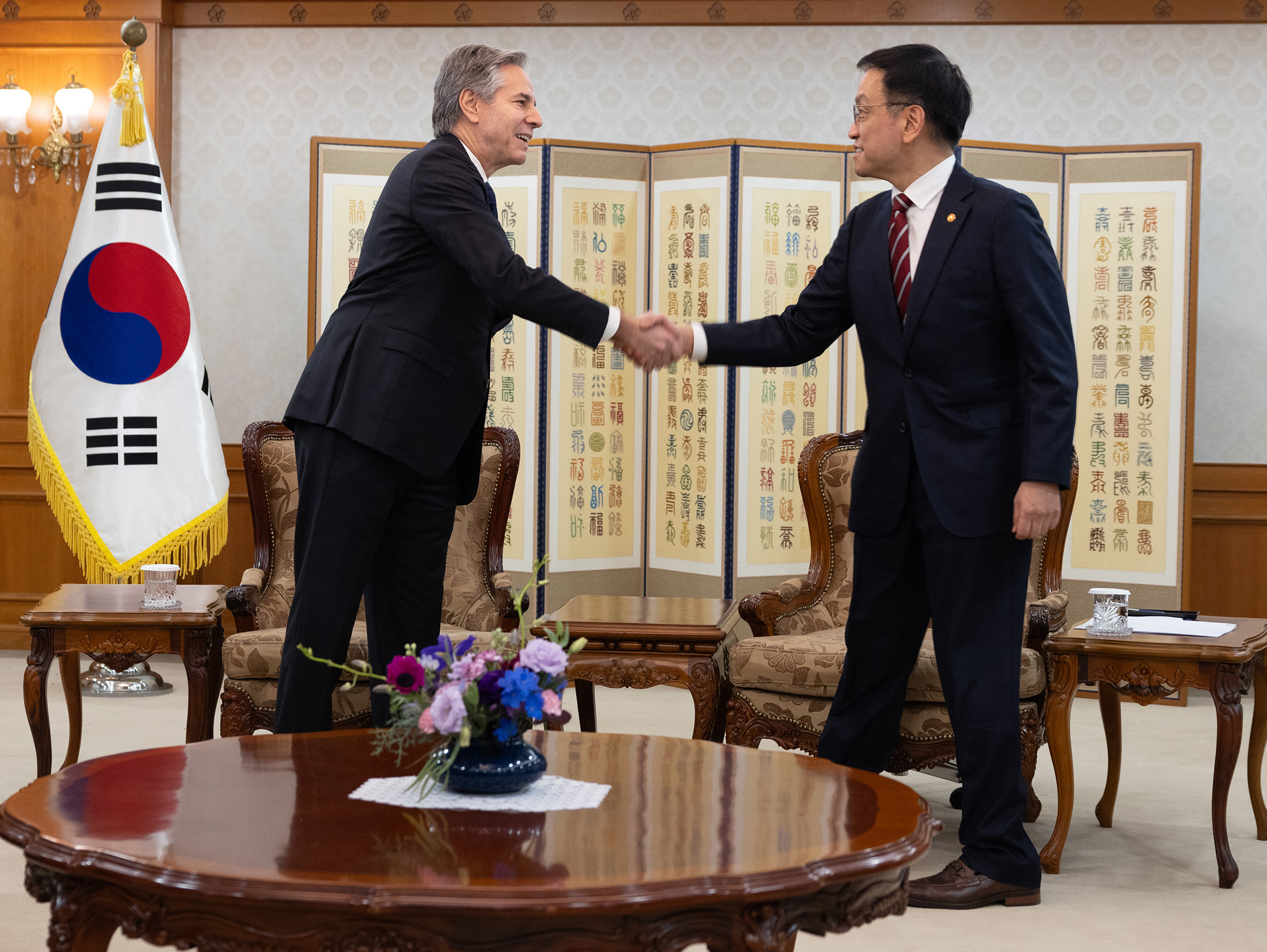
アメリカのアントニー・ブリンケン国務長官（左、当時）による表敬訪問を受けた崔相穆（右）

2024年12月27日、尹大統領が宣布した「非常戒厳」に端を発する大統領弾劾訴追に伴い大統領代行を務めていた韓悳洙国務総理に対する弾劾訴追決議案が可決されたため、同日午後5時19分より韓の大統領権限代行及び国務総理の職務が停止され、憲法第71条並びに政府組織法第22条第1項及び第26条の規定に基づき国務総理に次ぐ国務委員（閣僚）である経済副首相兼企画財政部長官の崔が大統領権限代行及び国務総理権限代行に就任した。
大統領代行としての最初の職務は、2日後の12月29日に発生したチェジュ航空2216便事故が発生した務安国際空港への現地視察である。崔は人命救助を最優先に行うよう指示した。
同年12月31日、崔は国務会議（閣議）で「非常戒厳」前から欠員となっていた国会指名枠の憲法裁判所判事3人のうち、与野党がそれぞれ推薦した趙漢暢（国民の力からの推薦）と鄭桂先（共に民主党からの推薦）を憲法裁判所判事として任命し、残る1人の候補者である馬恩赫についても与野党の調整を経た上で任命することを表明した。
2025年1月14日、訪韓中の日本の岩屋毅外務大臣による訪問を受け、日韓関係の強化に対する会談を行った。崔は「憲法と法律の下で安定的に政策を実施していくよう努める」と説明した。
翌15日午前10時半すぎ、高位公職者犯罪捜査処と警察庁から成る合同捜査本部は尹錫悦大統領の身柄を拘束した。これを受け、崔は「国家機関間の衝突は国民の信頼と国際社会との協調を損なうため、許されない」と声明を発表。
1月31日、崔は共に民主党ら野党主導で可決した非常戒厳に絡む内乱特検法案に対し、2回目の再議請求権（拒否権）を発動した。最初の内乱特検法案は12月31日に国会で可決後に崔が拒否権を発動し、破棄となっていた。
3月21日、共に民主党など5野党は崔が憲法裁判所判事の任命を保留していることを問題視し、国会に弾劾訴追案を提出した。
同月24日、憲法裁判所が韓悳洙国務総理の弾劾訴追を棄却し、韓は国務総理及びそれに伴う大統領代行の職務に復帰したことで崔は大統領代行及び国務総理代行を退任した。

### 辞任
5月1日、韓悳洙が大統領選挙出馬に伴い国務総理の辞任を表明したことから、崔が再び大統領職と国務総理職を代行する予定となった。しかし同日、崔の弾劾案が本会議に上程されると、崔は経済副首相兼企画財政部長官を辞任し、韓によって受理された。